# تل جمال
تل جمال قرية سورية تتبع ناحية مركز المالكية في منطقة المالكية التابعة لمحافظة الحسكة في شمال شرق سورية. بلغ عدد سكانها 905 نسمة عام 2004.
تقع على بعد حوالي 19 كم إلى الغرب من مدينة المالكية وحوالي 12 كم جنوب الحدود التركية.